# 拉格朗日冰原島峰
80°18′S 27°50′W / 80.300°S 27.833°W
拉格朗日冰原島峰是南極洲的冰原島峰，位於科茨地，屬於沙克爾頓山脈的一部分，全長41公里，該島峰以南非的氣象學家命名。